# نیو کریم
نیو کریم (به هلندی: Nieuwe Krim) یک منطقهٔ مسکونی در هلند است که در کوفوردن واقع شده‌است. نیو کریم ۱۷۰ نفر جمعیت دارد.